# Friederike Sipp

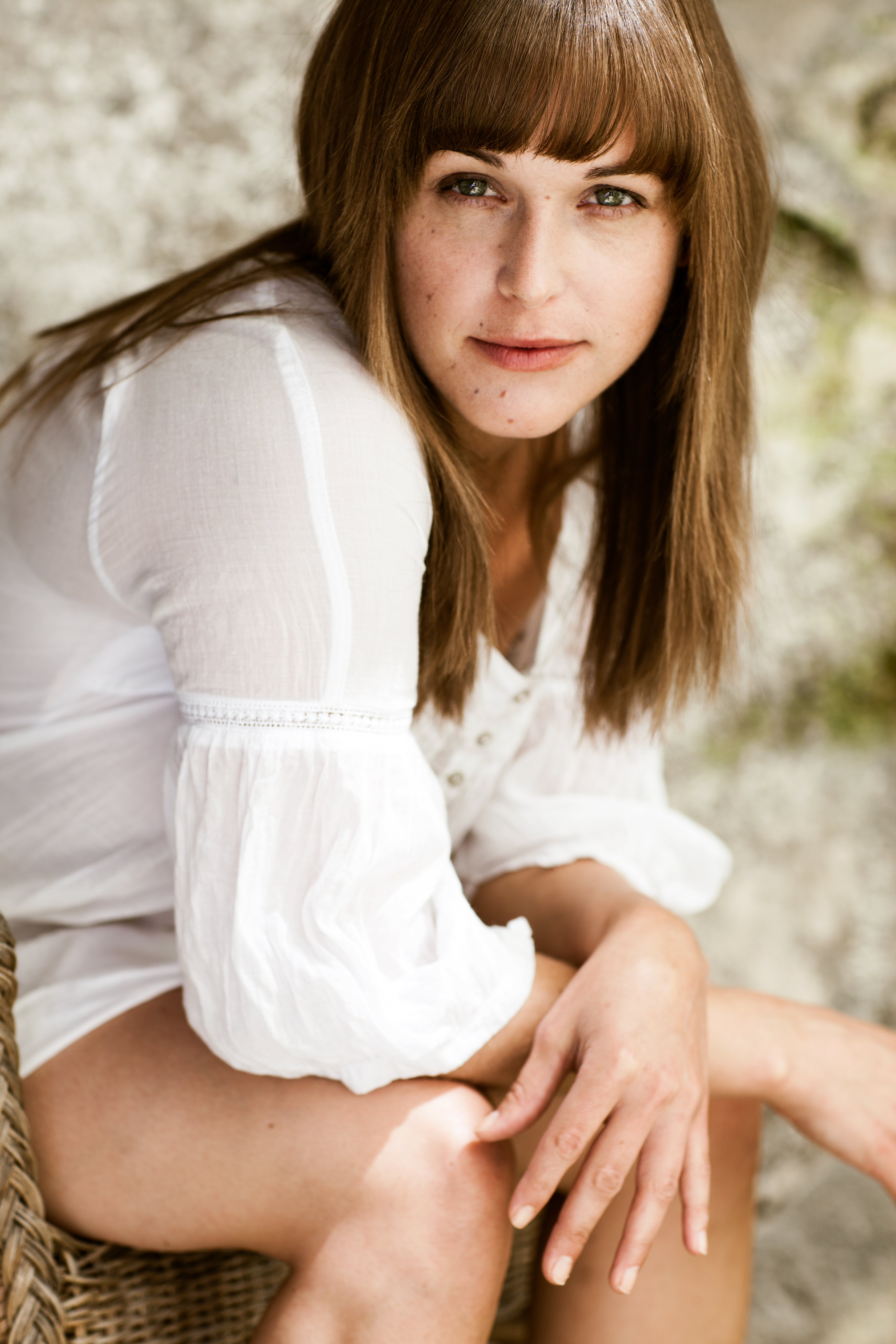
Friederike Sipp, 2012

Friederike Sipp (* 7. Februar 1981 in Rosenheim) ist eine deutsche Schauspielerin, Synchronsprecherin und Sängerin.

## Leben
Friederike Sipp spielte in Fernsehserien wie Siska, SOKO München, Weißblaue Geschichten, Hubert und Staller u. v. m.
Einem größeren Publikum bekannt wurde sie durch die Rolle der Jana Brandner in der ARD-Serie Verbotene Liebe.
Außerdem ist sie Sängerin in verschiedenen Bands, u. a. bei „Two On A Box“ und stand seit 2007 auf den verschiedensten Theaterbühnen Deutschlands.
Seit 2015 ist sie als Synchronsprecherin tätig. Man kann Sipps Stimme in Kinofilmen wie Ein Mann namens Ove, Ein ganzes halbes Jahr oder Trautmann hören.

## Fernsehen (Auswahl)
- 2002: Siska
- 2002: Samt und Seide
- 2002–2005: Verbotene Liebe
- 2003: Forsthaus Falkenau – Frauenpower
- 2003: Die Wache
- 2005: Lukas, das Gürteltier
- 2005: Hallo Robbie!
- 2006: SOKO 5113
- 2006–2008: Zwei Herzen und zwölf Pfoten (Fernsehserie, 3 Folgen)
- 2009: Dinner ist serviert
- 2011: Herzflimmern – Die Klinik am See
- 2011: Weißblaue Geschichten
- 2011: Die stereotypische Monotonie der Polygamie
- 2012: Hubert und Staller
- 2012: Hongkong (Kurzfilm)
- 2013: Eine Rolle mit Stil
- 2013: Die Habsburger
- 2014: Die Hebamme
- 2014: Die Rosenheim-Cops – Mord unter Freunden
- 2014: Küsse und Karriere
- 2015: Einmal bitte Alles
- 2017: Oanano
- 2017: Puls (BR)
- 2018: Mein Freund, das Ekel (Spielfilm)
- 2019–2020: Mein Freund, das Ekel (Miniserie)
- 2019: Death Care
- 2020: VDates (Webserie)
- 2022: Lena Lorenz: Mutterliebe (Fernsehreihe)

## Theater (Auswahl)
- 2007–2008: Astutuli – eine bairische Komödie, Regie: Hellmuth Matiasek
- 2008: Einsam, zweisam, dreisam, Regie: Heiko Dietz
- 2016–2017 Amber Hall, Regie: Jan Hasenfuß
- 2017–2020: Eine Sommernacht, Regie: Ercan Karacayli

## Synchronrollen (Auswahl)

### Filme
- 2015: Ida Engvoll als Sonja Lindahl in Ein Mann namens Ove
- 2015: Rakel Wärmländer als Cissi in Eine schöne Bescherung (2015)
- 2016: Marlene Mc'Cohen als Kelly Kramer in Interstellar Wars
- 2016: Yaya DaCosta als Tally in The Nice Guys
- 2016: Maya Rudolph als Deborah in Popstar: Never Stop Never Stopping
- 2016: Jenna Coleman als Katrina "Treena" Clark in Ein ganzes halbes Jahr
- 2017: Gugu Mbatha-Raw als Esme Manucharian in Die Erfindung der Wahrheit
- 2018: Freya Mavor als Margaret Friar in Trautmann

### Serien
- 2016: Jenny Rainsford als Boo in Fleabag
- 2017: Ryoko Shiraishi als Quin in Death Parade
- 2017: Teal Wicks als Joan Perry in Chicago Justice
- 2017: Caitlin Carver als Maria in Timeless
- 2022: Rina Hidaka als Claire Kagenō in The Eminence in Shadow

## Auszeichnungen (Auswahl)
- 2005: Rose d’Or – Goldene Rose Soap: Verbotene Liebe